# حسن رفیعی
حسن رفیعی (۱۳۲۸ – ۲۹ اسفند ۱۳۹۶) نویسنده، بازیگر و کارگردان ایرانی بود.

## زندگی
حسن رفیعی در سال ۱۳۲۸ در جعفرآباد از توابع شهرستان آشتیان دیده به جهان گشود. وی دوران طفولیت را در روستای جعفرآباد سپری نمود. او برای شروع تحصیلات راهی شهر اراک شد و برای بالا بردن سطح آگاهی و دانش خویش سختی و رنج دوری از خانواده را تحمل کرد و توانست مدرک دیپلم خویش را با موفقیت کسب کند.
وی پس از اخذ مدرک دیپلم راهی شهر تهران شد و در کلاس بازیگری ثبت نام کرد و پس از آنکه کلاسها را با موفقیت به سرانجام رساند وارد عرصه سینما شد.
از اولین کار حرفه‌ای وی می‌توان به نویسندگی فیلم غریبه در سال ۱۳۵۱ اشاره کرد. او در سال ۱۳۵۲ طرح اولیه داستان فیلم سرطلایی را داد و خود نیز بازیگری نقش اول فیلم را بر عهده گرفت. وی پس از درخشش در فیلم سرطلایی در سال ۱۳۵۳ طرح اولیه داستان فیلم مسافر به کارگردانی عباس کیا رستمی را بر عهده داشت.
سال بعد آن یعنی سال ۱۳۵۵ او فیلم قاصدک را نویسنگی کرد. در سال ۱۳۵۶ طرح اولیه داستان فیلم سه دلباخته را بر عهده گرفت. سال بعد یعنی سال ۱۳۵۷ داستان فیلم نفس گیر را نوشته و دستیار کارگردانی آن فیلم را نیز بر عهده داشت.
سال ۱۳۵۹ سال پر کاری برای وی بود، او در آن سال اولین و تنهاترین اثر کارگردانی خویش را در فیلم دانه‌های گندم تجربه کرد و ضمن کارگردانی، نویسنده و بازیگر فیلم دانه های گندم را نیز بر عهده داشت و همچنین اثر فیلم اعدامی را خلق کرد.
در سال ۱۳۶۸ نقش بازیگری فیلم دندان مار به کارگردانی مسعود کیمیایی را تجربه کرد. حسن رفیعی در سال ۱۳۶۹ به عنوان بازیگر سریال آریشگاه زیبا در صحنه تلویزیون ظاهر شد و همچنین در فیلم سینمایی گربه‌های آوازه خوان ایفای نقش کرد و به عنوان آخرین اثر وی می‌توان به بازی در فیلم هدف سخت در سال ۱۳۷۷ اشاره نمود.

## فیلم‌شناسی

### کارگردان
1. دانه‌های گندم (۱۳۵۹)

### دستیار کارگردان
1. نفس‌گیر (۱۳۵۷)

### نویسنده
1. اعدامی (۱۳۵۹)
2. دانه‌های گندم (۱۳۵۹)
3. نفس‌گیر (۱۳۵۷)
4. خانم دلش موتور می خواد (۱۳۵۵)
5. قاصدک (۱۳۵۵)
6. غریبه (۱۳۵۱)

### طرح اولیه داستان از
1. سه دلباخته (۱۳۵۶)
2. قاصدک (۱۳۵۵)
3. مسافر (۱۳۵۳)
4. سر طلایی (۱۳۵۲)

### بازیگر

#### سینمایی
1. هدف سخت (۱۳۷۷)
2. گربه آوازخوان (۱۳۶۹)
3. دندان مار (۱۳۶۸)
4. دانه‌های گندم (۱۳۵۹)
5. سر طلایی (۱۳۵۲)

#### مجموعه تلویزیونی
- آرایشگاه زیبا (مرضیه برومند؛ ۱۳۷۰؛ بازیگر مهمان)
- غریبانه (۱۳۷۶)
- کلبه سپید (مهرداد رایانی مخصوص و رحمان سیفی‌آزاد؛ ۱۳۷۹)